# Kościół św. Klemensa Papieża w Miedźnej
Kościół pw. św. Klemensa Papieża w Miedźnej, powiat pszczyński, archidiecezja katowicka. Kościół znajduje się na Szlaku Architektury Drewnianej województwa śląskiego w pętli pszczyńskiej.

## Historia
Kościół i Parafia w Miedźnej istnieją od co najmniej 700 lat. Pierwsza pisemna wzmianka o istnieniu Parafii Miedźna z 1326 r. sporządzona została przez księdza Andrzeja de Verulis z Biskupstwa Krakowskiego. Odnotował on parafię Miedźna w wykazie parafii zobowiązanych do płacenia Świętopietrze w wysokości 4,5 skojca. Niewątpliwym więc jest, że kościół pod wezwaniem św. Klemensa oraz parafia wtedy już istniały.
Kościół rozbudowano w XVII w., powiększając nawę główną i łącząc ją z dzwonnicą stojącą dotychczas osobno, rozbudowując w ten sposób kościół z 1326 roku.

## Architektura
Kościół orientowany, konstrukcji zrębowej z wieżą konstrukcji słupowej-zastrzałowej. Prezbiterium zamknięte ścianą prostą, z zakrystią od północy. Nawa na planie wydłużonego prostokąta z wieżą od zachodu. Wieża pokryta gontem z nadwieszoną izbicą oszalowana deskami i hełmem baniastym z latarnią. Dach siodłowy pokryty gontem, nad nawą wieżyczka na sygnaturkę z latarnią. Wokół świątyni soboty osadzone na słupach z mieczowaniami, wokół wieży oszalowane. Wokół ścian prezbiterium wydatne zadaszenie gontowe. Powyżej sobót i zadaszenia ściany oszalowane deskami. Prezbiterium przekryte pozornym sklepieniem kolebkowym o łuku segmentowym. W nawie strop płaski. Chór muzyczny drewniany osadzony na czterech słupach.

## Wyposażenie
Wyposażenie głównie barokowe. Ołtarz główny późnobarokowy z 1 połowy XVIII w., tablicowy, z grupą Świętej Trójcy w zwieńczeniu. Po bokach bramki z rzeźbami św. Piotra i św. Pawła. W ołtarzu obraz przedstawiający postać papieża, św. Klemensa z XIX w. Obrazy boczne również późnobarokowe. Ambona i ława kolatorska z XVIII w. We wschodnim oknie prezbiterium kopia gotyckiego witraża ze sceną Ukrzyżowania; oryginał w Muzeum Archidiecezjalnym w Katowicach.

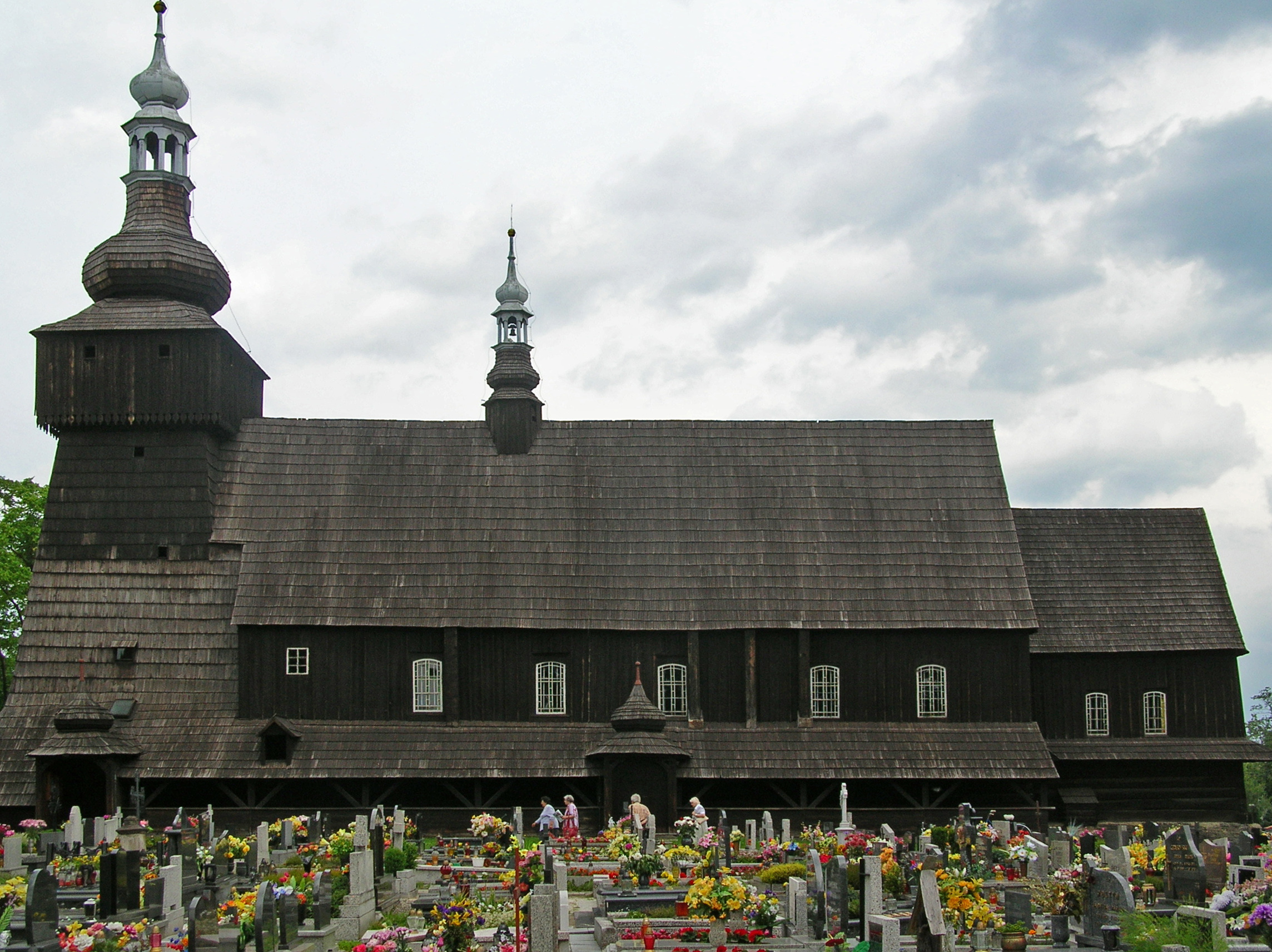
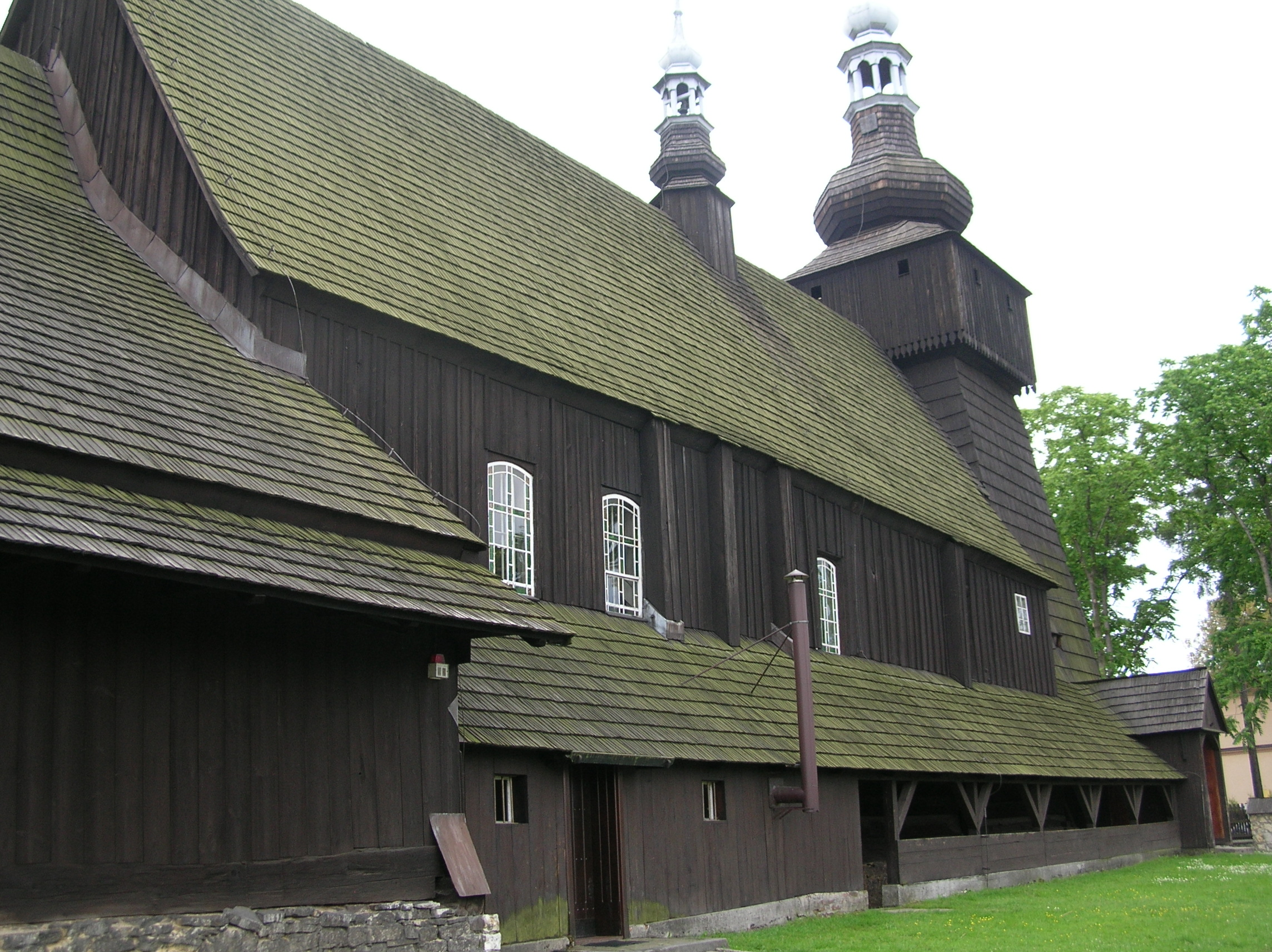
Soboty kościoła
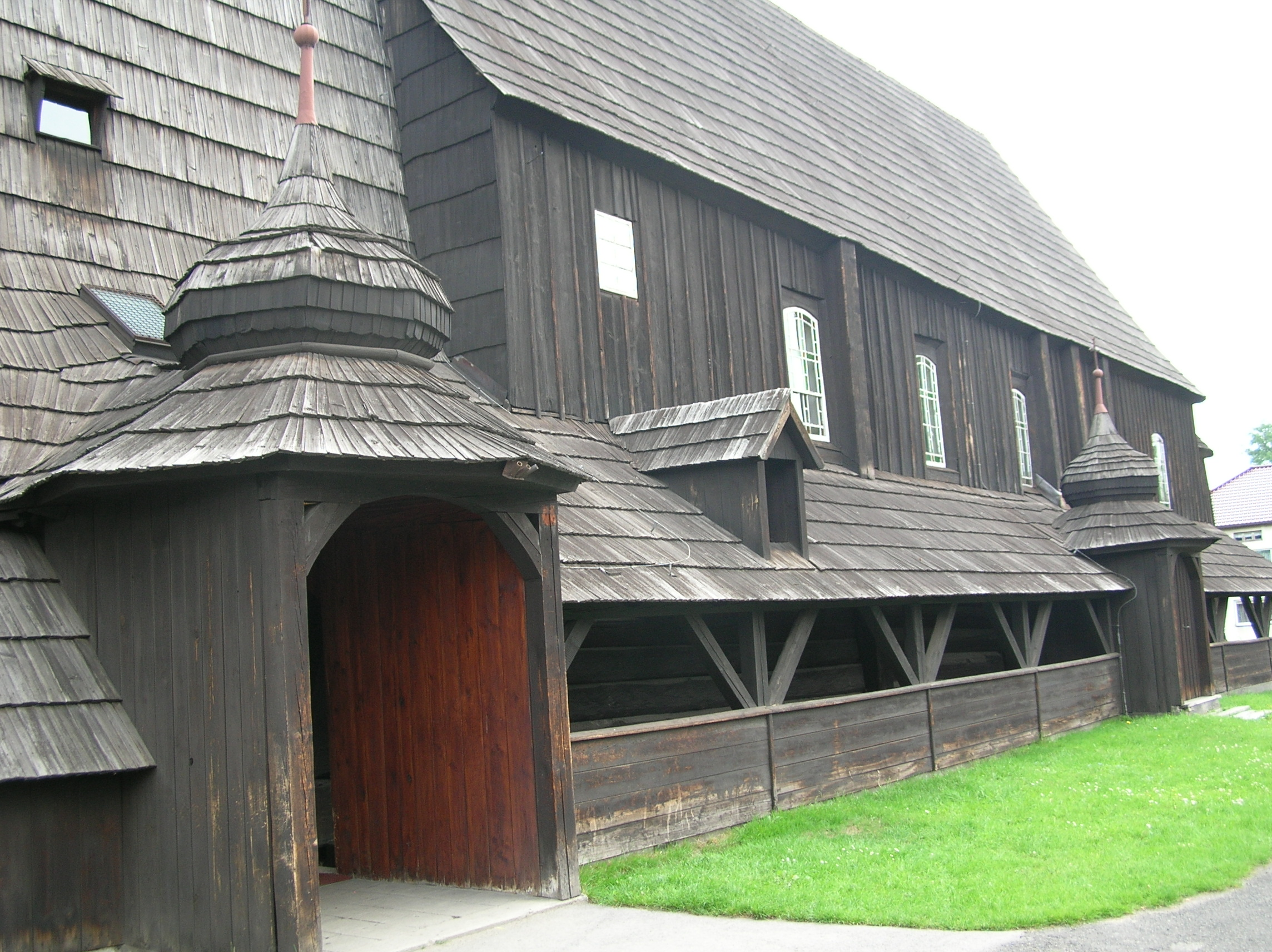
Soboty kościoła
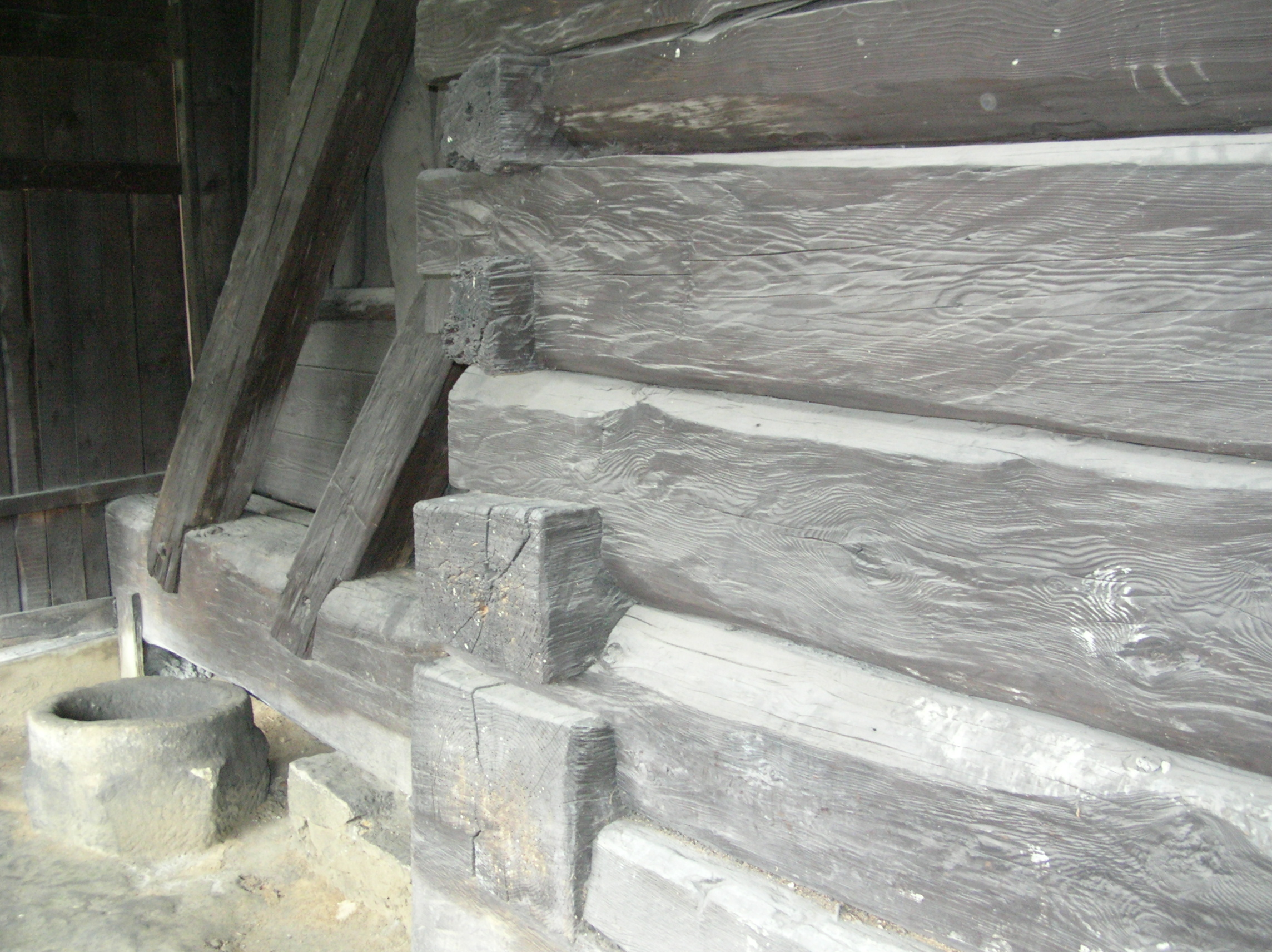
Elementy konstrukcyjne kościoła i kamienna chrzcielnica